# Tubificoides diazi
Tubificoides diazi är en ringmaskart som beskrevs av Brinkhurst och Baker 1979. Tubificoides diazi ingår i släktet Tubificoides och familjen glattmaskar. Arten är reproducerande i Sverige. Inga underarter finns listade i Catalogue of Life.